# قطعنامه ۱۳۵۷ شورای امنیت
قطعنامه ۱۳۵۷ شورای امنیت سازمان ملل متحد که در تاریخ ۲۱ ژوئن ۲۰۰۱ تصویب شد، سندی بین‌المللی دربارهٔ بررسی وضعیت در بوسنی و هرزگوین است. این قطعنامه طی نشست ۴۳۳۳ام با ۱۵ رای موافق، ۰ مخالف و ۰ ممتنع تصویب شد.